# Archeologie ONLINE
Archeologie ONLINE (AOnline) je digitální informační zdroj svázaný s archeologií v ČR a poznáním minulé krajiny. Je součástí zastřešující platformy Archeologický informační systém ČR. Cílem portálu je nabídnout uživateli rozcestník, který umožní se zorientovat v souvisejících infrastrukturách, evidenčních systémech, nástrojích a portálech, které jsou k dispozici v digitální podobě.

## Obsah webu
Web je rozdělen do tří sekcí:
1. MAPA - slouží pro přiblížení datového obsahu jednotlivých nabízených zdrojů, dovoluje data procházet, filtrovat;
2. ZDROJE - obsahuje strukturovaný popis jednotlivých informačních systémů a databází, prezentující jejich potenciál a umožňující jejich vzájemné porovnávání;
3. PRAXE - příklady dobré praxe týkající se data managementu a zpřístupňování dat.

Portál je zaměřen zejména na širokou laickou veřejnost, avšak svůj nesporný význam má také pro odborné publikum, právě díky cíli stát se vstupní branou k co největšímu množství informací o specializovaných zdrojích dat. Sekce mapa umožňuje dynamicky filtrovat a prohledávat obsažená vzorová data z dílčích zdrojů.
Ambicí portálu je stát se prostředkem propagace a zpřehlednění dostupných infrastruktur, evidenčních systémů, nástrojů a portálů působícím v digitálním prostředí české archeologie. Jeho význam roste s každým novým informačním zdrojem. Jeho cílem je nasměrovat pozornost široké veřejnosti i odborníků přímo k původním zdrojům.

## Zdrojový kód
Aplikace je dostupná jako otevřený zdroj na portálu GitHub.